# Collegio uninominale Piemonte 2 - 03 (2020)
Il collegio elettorale uninominale Piemonte 2 - 03 è un collegio elettorale uninominale della Repubblica Italiana per l'elezione della Camera dei deputati.

## Territorio
Come previsto dalla legge n. 51 del 27 maggio 2019, il collegio è stato definito tramite decreto legislativo all'interno della circoscrizione Piemonte 2.
È formato dal territorio dell'intera provincia di Vercelli (82 comuni), dell'intera provincia di Biella (74 comuni) e da 9 comuni della provincia di Novara: Briona, Carpignano Sesia, Fara Novarese, Ghemme, Grignasco, Prato Sesia, Romagnano Sesia, Sillavengo e  Sizzano.
Il collegio è parte del collegio plurinominale Piemonte 2 - 01.

## Eletti
| Elezione | Elezione | Deputato                      | Partito           |
| -------- | -------- | ----------------------------- | ----------------- |
|          | 2022     | Andrea Delmastro Delle Vedove | Fratelli d'Italia |

## Dati elettorali

### XVIII legislatura
Come previsto dalla legge elettorale, 147 deputati sono eletti con sistema a maggioranza relativa in altrettanti collegi uninominali a turno unico.